# Шааб
Шааб (араб. شعب‎, ивр. שעב‎) — арабская деревня в северном округе Израиля. Имеет статус местного совета с 1975 года. Общий прирост населения составляет 2 %. Большинство жителей деревни являются арабами-мусульманами.
Во времена римского и византийского правления над Иудеей, на месте деревни находился еврейский посёлок Шаа́в, от которого и произошло современное название деревни. Жители деревни занимаются в основном выращиванием олив, обширными полями которых деревня окружена со всех сторон.
В ходе израильской Войны за независимость, израильская армия захватила деревню и оставила её как есть. Большинство жителей остались жить в деревне, не считая нескольких семей, бежавших в соседний Ливан.

## Ссылки

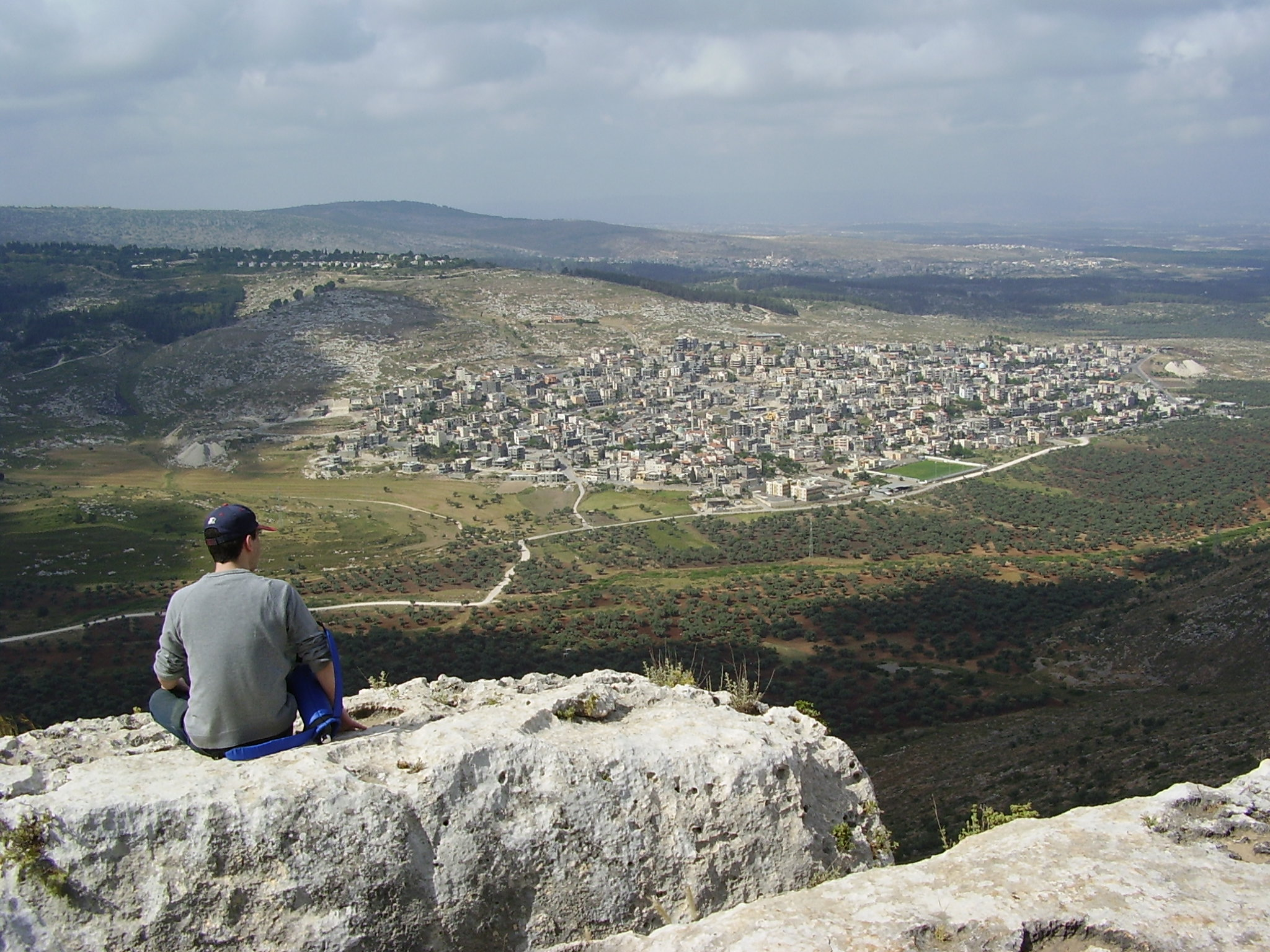
Вид на Шааб с еврейского посёлка Цурит

## Население
По данным Центрального статистического бюро Израиля, население на начало 2020 года составляло 7 061 человек.